# 圆环剧院
圆环剧院（Théâtre du Rond-Point，也可译为环岛剧院）是一座巴黎剧院，位于巴黎第八区富兰克林·罗斯福大街，靠近香榭丽舍大街。

## 历史

### 全景厅
1838年建筑师雅克·希托夫受路易-菲利普一世的委托，在香榭丽舍大街的大广场上建造了一个圆形大厅。该大厅于1839年落成，1855年被纳入万国博览会的建筑中，次年被毁。 1860年，建筑师加布里埃尔·大卫欧在昂坦大街（现为富兰克林·罗斯福大道）和香榭丽舍大街的拐角处建造了一座名为国家全景（Panorama National）的新圆形大厅。该建筑也被称为香榭丽舍大街全景厅（Panorama des Champs-Élysées），旨在展示360度绘画。这些绘画最常以历史战斗为特色，但也包括金字塔等遥远的目的地。在这种十九世纪在欧洲盛行的景点中，人们可以在高14米、周长120米的画布中央欣赏法兰西第二帝国的伟大战役（塞瓦斯托波尔和索尔费里诺全景）。画家让-查尔·浪洛瓦（1789-1870）获得了该机构的艺术指导，并于1860年8月揭幕 。

### 溜冰场
1893年12月，对全景图的兴趣已然过时，于是该地点变成了溜冰场，这是盎格鲁-撒克逊国家的一项时尚活动。该建筑取名为冰宫（Palais de Glace）。溜冰场周围环绕着带有大镜子的长廊，其本身被装饰着壁画的画廊所俯瞰。餐厅区提供热巧克力，而由 50 位音乐家组成的管弦乐队演奏。这个室内溜冰场是巴黎美好年代最受欢迎的景点之一，每年 10 月重新开放。 1935年让·科克多在他的《肖像纪念品》中提及过此处。
一个小型制冷厂曾在此处的地下室被建造，可以每小时2吨的速度生产冰，并供应用于照明的电力 。溜冰场一直运营到1970年代后期，直到公众兴趣减退。

### 剧院

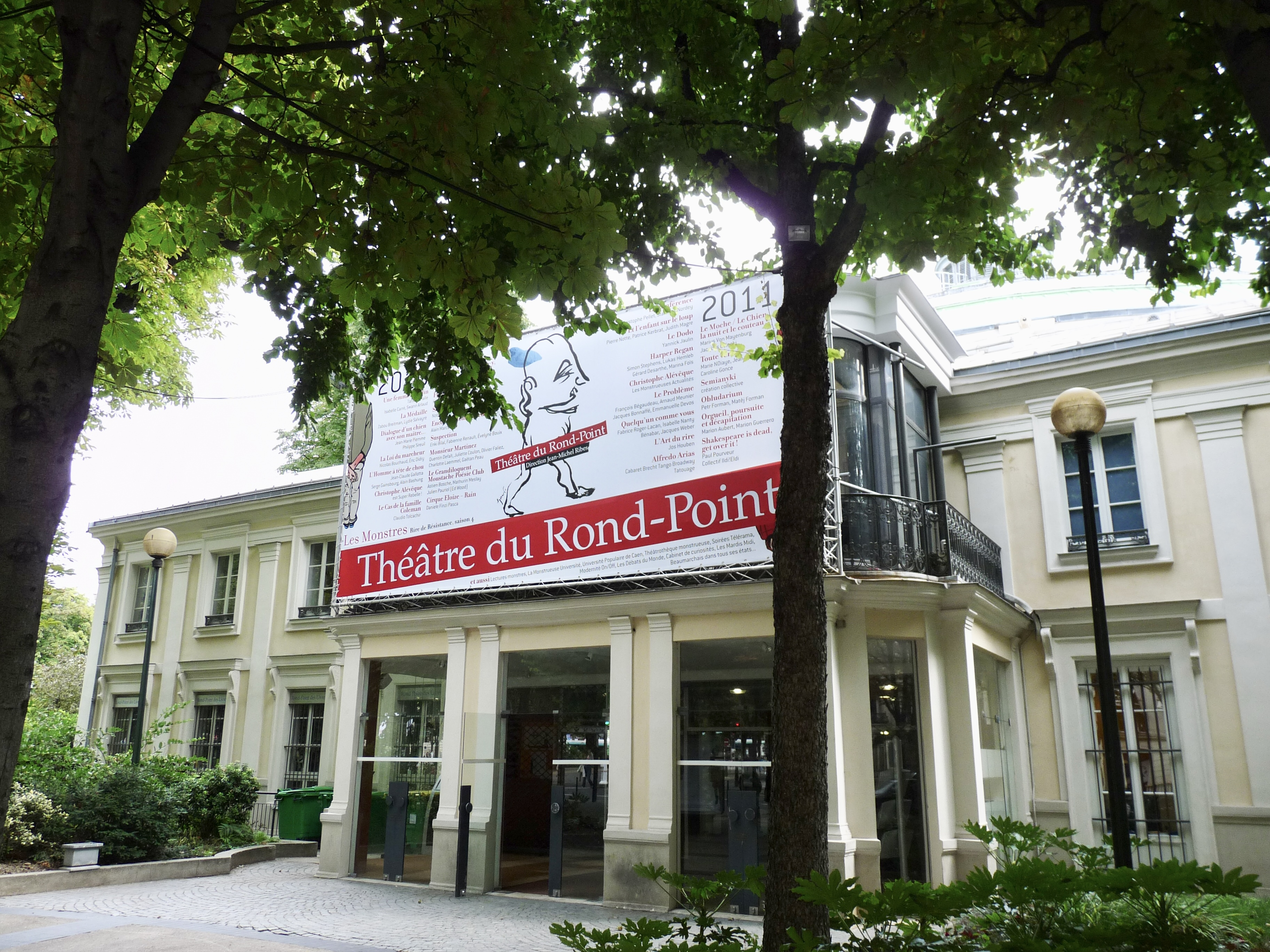
剧院入口。

1981年，马德莱娜·雷诺和让-路易·巴劳特的公司必须离开将要成为博物馆的旧奥赛火车站，并把在奥赛剧院设计的可移动和可拆卸的结构运送至这一新址重新组装。 圆形大厅作为市政公物，由建筑师Biro和Fernier清空和翻新。巴黎市议会授予剧团二十年的租约。剧院1981年3月开始营业，开幕演出是让-路易·巴劳特根据阿普列尤斯、拉封丹和莫里哀的文字改编的《爱之爱》（L'Amour de l'amour）。
从1981年直到1991年雷诺-巴劳特夫妇离开，圆环剧院专注于呈现当代作品（玛格丽特·杜拉斯、娜塔莉·萨劳特、塞缪尔·贝克特、三岛由纪夫）以及来自远东的传统表演（来自泰国的罗摩衍那、爪哇歌剧、藏族音乐和舞蹈）。
1991年，文化部将圆环剧院委托给一个由罗伯特·阿比拉赫特担任主席的协会，并于1992年1月1日任命谢里夫·哈兹纳达尔（Chérif Khaznadar）为该剧院的导演。翻新和开发工作则委托给建筑师让-米歇尔·威尔莫特，包括大型入口大厅、展览厅、餐厅的开发，书店的创建。 圆环/雷诺-巴劳特剧院（Le Rond-Point/théatre Renaud-Barrault）容纳了米歇尔·柯柯索夫斯基指导的实验戏剧学院，并举办了世界文化之家和巴黎秋季艺术节的部分节目。
1995年，马赛尔·马歇尔接管了圆环剧院，将主剧场进行彻底改造和重新装修。大厅更名为雷诺-巴劳特厅（Salle Renaud-Barrault），有760个座位。小厅被称为让·沃蒂尔剧场，作为奥迪贝蒂画廊陈列室。第一季以保罗·克劳德尔三部曲开场：《人质》、《硬面包》和《受辱的父亲》，接以雅克·奥迪贝蒂的《Quoat-Quoat》。从1996到1997年共举办了七场演出，包括塞缪尔·贝克特的《等待戈多》和雅克·普雷弗《天堂的孩子们》。 1998年演出了让-克罗德格·伦伯格的作品《或许，做梦》（Rêver peut-être），由让-米歇尔·里博执导。
2000-2001年，剧院的临时管理权委托给了菲利普·布凯（Philippe Buquet）。
2001年，剧院的方向被委托给了剧作家、导演和电影制片人让-米歇尔·里博，这使它成为当代创作的中心，致力于只生产和发行在世的作者。剧院更名为被认为更简洁的圆环剧院（Le Rond-Point），并创建了第三个厅， 杰拉德·加鲁斯特绘制了新徽标：“[…] 一位作家，一位行走的人，他的羽毛呈云状，使他梦想成真。”（让-米歇尔·里伯斯） 。
自2004年以来， 斯蒂芬特·拉皮尔与圆环剧院合作，为此他制作了所有海报 。
剧院每年安排35到40场演出，“不是人们喜欢什么，而是他们还不知道自己喜欢什么。”（里伯斯）。

## 丑闻
2011年12月，罗德里戈·加西亚的戏剧Golgota picnic的演出引起了传统天主教活动家的在剧院前的示威抗议。

## 资金来源
圆环剧院是一个由法国通过文化部和巴黎市政厅共同资助的剧院。 2014年，它获得了近400万欧元的补贴，其中包括来自巴黎市政厅的196万欧元的运营补贴。因高额补贴剧院被被右翼代表指责，让-米歇尔·里贝斯提醒说，公司的年度预算有64%为自有资产（其中48%来自票房和艺术贡献） 。剧院餐厅在破产后于2016年关闭 ，但后来在完全由场景设计师帕特里克·杜特尔特 重新装修后重新开业。

## 交通
剧院可通过以下地铁站到达：富兰克林·D·罗斯福站（地铁1号线和9号线）和香榭丽舍-克列孟梭站 （地铁1号线和13号线）。

## 《逆风》
在2010年5月，让-米歇尔·里博和让-丹尼埃尔·马宁推出了Ventscontraires.net （页面存档备份，存于），这是第一个由文化场所支持的欧洲在线媒体。最初的想法是为剧院创建一个虚拟第四厅，可以让在圆环的舞台上看不到的艺术家（作家、漫画家、摄像师等）本着使剧院充满活力的快乐颠覆精神来此展示其作品。五年来，圆环剧院合作杂志汇集了来自法国和世界其他地方的400个专栏作家，以及许多在圆环编排的艺术家和名人，他们很快就在那里找到了自己的位置。自从2014年5月，该杂志加强了其编辑工作，每月开设一个主题档案，每个档案提出一个社会问题，并由该杂志的投稿人以及编辑人员邀请的专家、哲学家、历史学家、经济学家和散文家对此作出回应。